# Orlah
Orlah (en hebreu: ערלה) és un tractat de l'ordre Zeraïm de la Mixnà i del Talmud. Tracta sobre les lleis relatives a qualsevol arbre fruiter, els fruits del qual no poden ser consumits durant els primers tres anys en què l'arbre produeix fruit. Aquesta llei s'aplica a les comunitats de la diàspora jueva i de la Terra d'Israel. Aquesta llei és per a qualsevol arbre fruiter propietat d'un jueu.

## Bíblia
La prohibició de l'Orlah és un manament bíblic que prohibeix el consum o qualsevol altre ús de fruites que hagin crescut durant els primers tres anys després de la plantació del seu arbre, perquè es consideren com a part d'ells. Aquesta prohibició, una de les més importants per al consum de la fruita segons les normes jueves, és objecte d'un tractat del Talmud, i encara avui es segueix aplicant. L'Orlah és també el prepuci, es talla en el vuitè dia en la circumcisió o Brit Milá. Els fruits dels primers tres anys de plantació estan prohibits a la Terra d'Israel pel text bíblic. Segons Levític 19.23 els fruits d'un arbre recentment plantat constitueixen el seu prepuci: 
"Quan entreu a la terra i planteu tota classe d'arbres fruiters, considerareu el seu fruit com incircumcís; i us seran incircumcisos tres anys; no menjaran d'ell. En el quart any tots els seus fruits seran dedicats al Senyor enmig de l'alegria. En el cinquè any, menjaran el fruit, i continuaran collint. Jo soc el Senyor el teu Déu."

## Mixnà
Les lleis de l'Orlah són objecte d'un tractat de la Mixnà, comentat en la Tosefta i elaborat en el Talmud de Jerusalem, però no pas en el Talmud de Babilònia. Encara que la prohibició de l'Orlah és una de les prescripcions relacionades amb la Terra d'Israel (Eretz Israel), també es practica fora d'ella, en certes comunitats, en virtut de la seva condició de llei transmesa per Moisés al Sinaí. Aquesta prohibició tan sols es aplicable a la fruita comestible, no pas a aquelles parts de l'arbre que no són aptes per al seu consum.